# Walda Lucenqui
Walda Lucenqui de Pimentel fue una maestra y escritora española del siglo XIX.

## Biografía
Nacida en Badajoz, fue maestra de primera enseñanza superior y directora de la escuela de niñas del hospicio provincial de dicha localidad. Publicó varios trabajos en El Magisterio Extremeño; además, en 1885 dio a la estampa un Álbum de dibujo aplicado á las labores y en 1888, otra obra titulada Lecciones de Teoría, de la Lectura y de la Caligrafía. Escribió, asimismo, un Tratado de redacción de documentos.